# Partia Zwyczajnego Człowieka
Partia Zwyczajnego Człowieka (hindi Aam Aadmi Party) – indyjska partia polityczna kierowana przez Arvinda Kejriwala.

## Historia
Początki partii sięgają ruchu działacza społecznego Anny Hazarego, który strajkami głodowymi usiłował wymusić na władzach Indii walkę z korupcją. Wyrosły wokół Hazarego ruch rozpadł się z powodu sporów na tle zaangażowania w politykę. Hazare uważał, że wejście do polityki skorumpuje każdego, nawet najuczciwszego, człowieka. Arvind Kejriwal stał natomiast na stanowisku, że wejście ruchu do polityki jest niezbędne, gdyż dotychczasowi politycy ne przestaną traktować władzy jak sposobu na osobiste zyski. W 2012 roku Kejriwal z grupą zwolenników założył Partię Zwyczajnego Człowieka, której programem jest walka z korupcją.
Pierwszymi wyborami były wybory regionalne w Delhi, w których Partia Zwyczajnego Człowieka zdobyła 28 z 70 miejsc w parlamencie, ustępując jedynie zwycięskiej Partii Ludowej. Z powodu sytuacji patowej Kejriwal zgodził się utworzyć rząd mniejszościowy z udziałem wyłącznie swojej partii. Partia planuje start w wyborach parlamentarnych w 2014 roku.
Partia popiera legalizację małżeństw jednopłciowych.